# AMG-3035

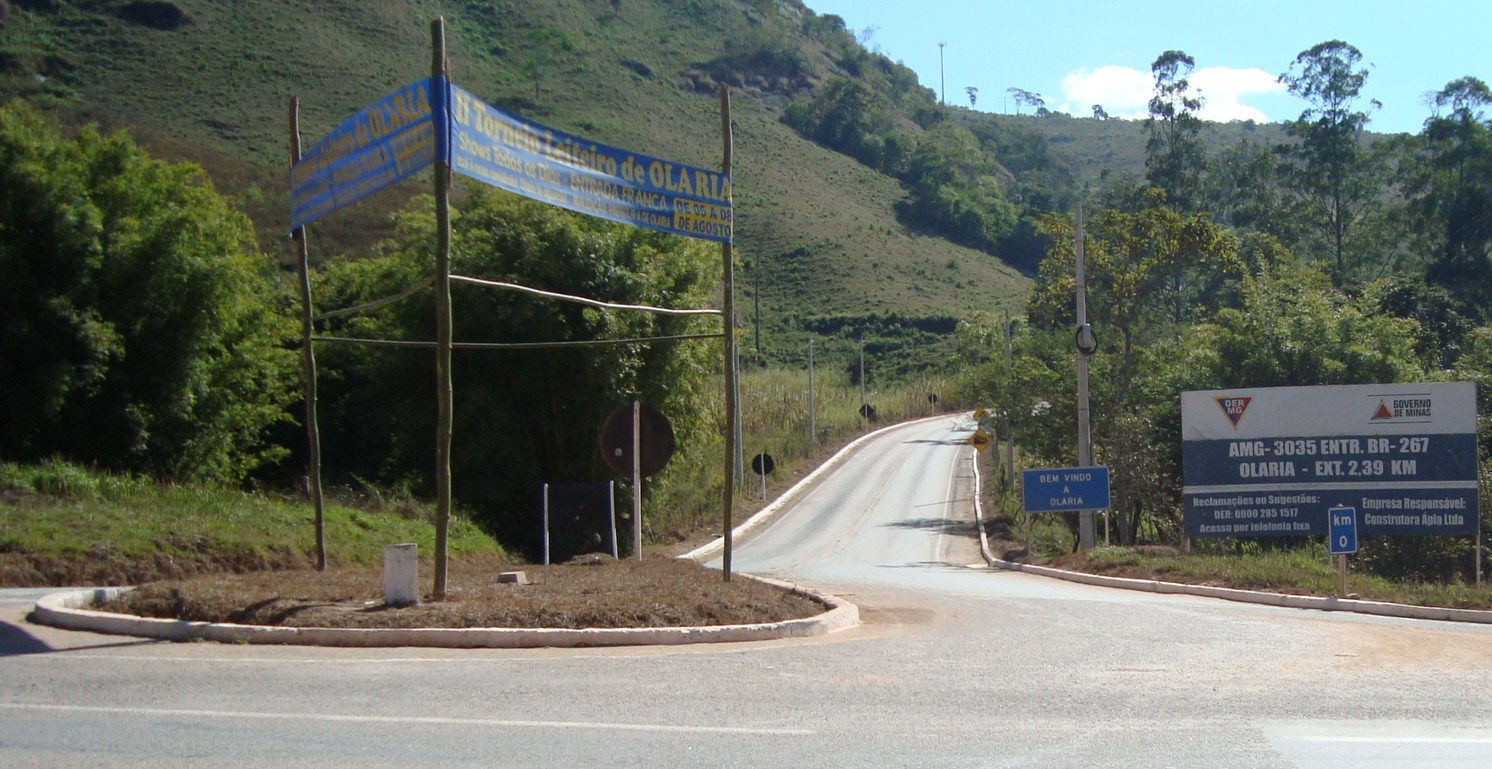
Trecho da rodovia AMG-3035 em Olaria, próximo ao entroncamento com a BR-267.

AMG-3035 é uma rodovia brasileira do estado de Minas Gerais, localizada no município de Olaria. A rodovia, que é pavimentada e tem 2 km de extensão, liga a BR-267 à sede do município.